# Aeroportul Comandante Espora
Aeroportul Comandante Espora (IATA: BHI, ICAO: SAZB) este un aeroport din Buenos Aires, Argentina ce deservește zona Bahía Blanca. Aeroportul a fost tranzitat în decembrie 2022 de 20.002 pasageri.
Situat la o altitudine de 74 m, aeroportul dispune de o singură pistă.